# Scripps Research Institute
Il Scripps Research Institute (TSRI) è un centro di ricerca nel campo delle scienze biomediche, con sede a La Jolla (California). È uno dei più grandi centri di ricerca privati e non-profit in discipline biomediche al mondo.
L'istituto nel suo attuale nome e configurazione è stato costituito nel 1993, quando è diventato indipendente. In precedenza era un centro di ricerca affiliato all'adiacente ospedale Scripps Clinic. Comprende una facoltà di circa 300 professori, tra cui diversi membri della National Academy of Sciences e premi Nobel, e circa 3000 tra ricercatori, tecnici e dottorandi. Nel 2006 una seconda sede è stata aperta in Florida (a Jupiter), grazie anche a notevoli finanziamenti dello stato della Florida.
L'istituto ha un dipartimento di chimica particolarmente rinomato, includendo tra gli altri K.C. Nicolaou, Barry Sharpless, Phil Baran e Jin-Quan Yu. Proprio la presenza di un dipartimento di chimica di così altro profilo in un centro di ricerca rivolto soprattutto alla biologia ed alla medicina ne ha rappresentato un elemento distintivo e di grande forza. La stretta collaborazione di chimici e biologi ha portato a numerose scoperte ed alla nascita di nuovi campi di ricerca, come ad esempio quello della biologia chimica. Nell'istituto si pensa ai processi biologici come a processi chimici estremamente complessi e dunque, attraverso nuove scoperte nel campo delle scienze chimiche si può arrivare a comprendere, studiare e influenzare i processi biologici.
Dal punto di vista dell'organizzazione, è un istituto che funziona sul cosiddetto "soft money" system. I professori vengono pagati solo in minima parte dall'istituto e ognuno deve ricevere finanziamenti esterni per assicurare risorse per il proprio laboratorio e per il proprio stipendio. Una grande parte di questi finanziamenti proviene dai NIH (National Institutes of Health), un ente governativo che eroga diversi finanziamenti in campo medico, decidendoli in base alla 'peer review'. Altri finanziamenti possono essere di natura privata, per esempio da compagnie farmaceutiche che sono interessate ad avere collaborazioni scientifiche. Una grande parte di finanziamenti diretti all'istituto invece proviene da fondazioni e dalla filantropia.
Richard Lerner è stato presidente dell'istituto dalla fondazione nel 1991 al 2011. Ha presieduto su un periodo di grande espansione in cui Scripps si è affermato come uno dei più prestigiosi centri di ricerca al mondo, reclutando scienziati di altissimo profilo in diverse discipline. Michael Marletta lo ha succeduto dal 2012 al 2014.